# Jan Aertsen
Jan Adrianus Aertsen (ur. 1938 w Amsterdamie, zm. 2016) – holenderski filozof.

## Życiorys
Profesor filozofii średniowiecznej i współczesnej filozofii katolickiej Uniwersytetu Amsterdamskiego (od 1984), dyrektor Thomas Institute w Kolonii do 2003. Zajmuje się m.in. historią transcendentaliów, filozofią Tomasza z Akwinu oraz Mistrza Eckharta. 

## Wybrane publikacje
- Medieval Reflections on Truth. Adaequatio Rei Et Intellectus, Amsterdam: VU Boekhandel, 1984.
- Nature and Creature. Thomas Aquinas's Way of Thought, Leiden: Brill, 1988.
- Medieval Philosophy and the Transcendentals. The Case of Thomas Aquinas, Leiden: Brill, 1996.
- Medieval Philosophy as Transcendental Thought. From Philip the Chancellor (Ca. 1225) to Francisco Suárez, Leiden: Brill, 2012.